# Alberto Pinto Coelho Júnior
Alberto Pinto Coelho Júnior (Rio Verde, 3 de outubro de 1945 – Belo Horizonte, 20 de novembro de 2023) foi um político brasileiro, filiado ao Partido Progressista até fevereiro de 2018. Foi governador do estado de Minas Gerais entre 4 de abril de 2014 e 1º de janeiro de 2015.

## Carreira
Alberto Pinto Coelho Júnior formou-se em Administração de Empresas em Belo Horizonte e, ao longo da vida profissional, acumulou 30 anos de experiência, principalmente no setor de telecomunicações. Eleito deputado estadual pela primeira vez em 1994, exerceu quatro mandatos no Parlamento Mineiro. Na Assembleia Legislativa de Minas Gerais, foi presidente da Comissão de Ciência e Tecnologia; líder da bancada do PPB (hoje PP); líder do governo Itamar Franco; 1º vice-presidente; e líder do governo Aécio Neves. Foi autor, dentre outros, do projeto de lei que criou o Pró-Confins e do projeto de lei que trata da Política Estadual de Resíduos Sólidos. Em 1º de fevereiro de 2007, foi eleito presidente da Assembleia Legislativa de Minas Gerais, tendo sido reeleito em 2009, com 74 dos 77 votos, atuando algumas vezes como Governador em Exercício (na ausência do Governador Aécio Neves e do Vice-governador Antonio Anastasia). Foi também presidente do Diretório Regional do PPB (hoje PP/MG.).
Em 30 de junho de 2010 foi indicado como candidato a vice-governador, compondo a chapa encabeçada pelo governador Antônio Anastasia, para as eleições de outubro. A chapa foi vencedora do sufrágio e Alberto Pinto Coelho foi empossado Vice-governador de Minas Gerais em 1º de janeiro de 2011.
Em 04 abril de 2014, o governador Antônio Anastasia deixou o posto de governador do estado de Minas Gerais para se candidatar ao Senado e, com isso, Alberto Pinto Coelho Júnior tornou-se governador do estado de Minas Gerais.
Faleceu na manhã do dia 20 de novembro de 2023 no Hospital Mater Dei em Belo Horizonte, vítima de leucemia.